# Reopalu jõgi
Reopalu jõgi är ett vattendrag i landskapet Järvamaa i centrala Estland. Ån är ett västligt biflöde till Pärnufloden och är 27 km lång .